# شوية أمل (مسلسل)
شوية أمل، مسلسل تلفزيوني خليجي.

## عن المسلسل
تدور أحداث المسلسل حول «هاجر» (زهرة عرفات) التي يغيب عنها زوجها «حبيب» (إبراهيم الحساوي) في ظروف غامضة وتهيأ لها نفسها خيانته مع حببيها القديم «فالح» (محمد المنصور) ومع مرور الأيام والسنوات يعود حبيب ويفاجأ ان العشيق القديم فالح قد استوطن منزله وتولى تربية أولاده الذين لم يعرفوا أبا غيره فيبدأ الصراع بين الزوج والعشيق وهاجر وبين الأبناء الذين تحدث لهم صدمة من اكتشاف والدهم الحقيقي.

## بطولة
- زهرة عرفات
- محمد المنصور
- إبتسام العطاوي
- يلدا
- بثينة الرئيسي
- خالد امين
- خالد البريكي
- إبراهيم الحساوي
- الاء شاكر
- وفاء مكي
- مرام
- فجر الماجد
- حسين صفر
- دانة آل سالم
- مبارك خميس